# Jaarasaari (ö, lat 69,13, long 28,72)
Jaarasaari, nordsamiska: Vierccâsuálui, är en ö i Finland. Den ligger i sjön Nammijärvi och i kommunen Enare i den ekonomiska regionen Norra Lappland och landskapet Lappland, i den norra delen av landet, 1 000 km norr om huvudstaden Helsingfors. Öns area är 5,5 hektar och dess största längd är 0,5 kilometer i öst-västlig riktning.